# Amaltea (satélite)
Amaltea (en griego: Αμάλθεια) es el tercer satélite de Júpiter en orden de distancia, y el miembro principal del Grupo de Amaltea. Fue descubierto el 9 de septiembre de 1892 por el astrónomo estadounidense E. E. Barnard desde el observatorio Lick de la Universidad de California. El nombre proviene de Amaltea, una ninfa de la mitología griega. También recibe el nombre de Júpiter V.
Amaltea describe una órbita casi circular muy cercana a Júpiter, y forma parte del anillo de Amalthea, constituido principalmente por material de su propia superficie. Desde la superficie de Amaltea, Júpiter abarcaría una gran fracción del cielo, siendo unas 92 veces mayor que la Luna vista desde la Tierra.
Tiene una forma irregular, es de color rojizo, y probablemente está formado por hielo de agua, junto con una cantidad desconocida de otros materiales. El relieve de su superficie está plagado de cráteres y montañas enormes.

## Descubrimiento del satélite
Edward Emerson Barnard descubrió el satélite Amaltea el 9 de septiembre de 1892 usando el telescopio refractor de 36 pulgadas (91 cm) del observatorio Lick en California. Amaltea tiene la particularidad de ser la última luna descubierta visualmente a través de un telescopio, pues todos los siguientes descubrimientos de satélites han sido realizados a través de sondas espaciales o de fotografías. Amaltea fue el primer satélite de Júpiter descubierto después de que, en 1610, Galileo Galilei descubriera los cuatro satélites galileanos, y por ello recibe también el nombre de Júpiter V, según la numeración romana.
El nombre del satélite proviene de la mitología griega, concretamente de la nodriza Amaltea, quien amamantó al infante Zeus (el equivalente griego de Júpiter) con leche de cabra. El nombre fue propuesto por el astrónomo francés Camille Flammarion. La UAI no incorporó oficialmente el nombre «Amaltea» hasta 1975, aunque varias décadas antes ya se utilizaba de manera informal entre los astrónomos.

## Órbita
Amaltea orbita a una distancia de Júpiter de 181 000 km (2.54 veces el radio de Júpiter). Su órbita posee una excentricidad de 0.003, y su inclinación orbital es de 0.37° respecto del ecuador de Júpiter. Estos valores tan elevados son muy extraños en lunas interiores, pero se explican debido a la influencia de Ío, el satélite galileano más próximo a Júpiter. Este satélite perturbó en el pasado los valores de inclinación y excentricidad de la órbita de Amaltea, debido a la resonancia orbital que poseían (dos cuerpos en resonancia orbital poseen períodos orbitales cuya razón es una fracción de números simple).
La órbita de Amaltea se sitúa en el borde del Anillo de Amalthea, el cual está compuesto del propio material expulsado por el satélite.

## Características físicas

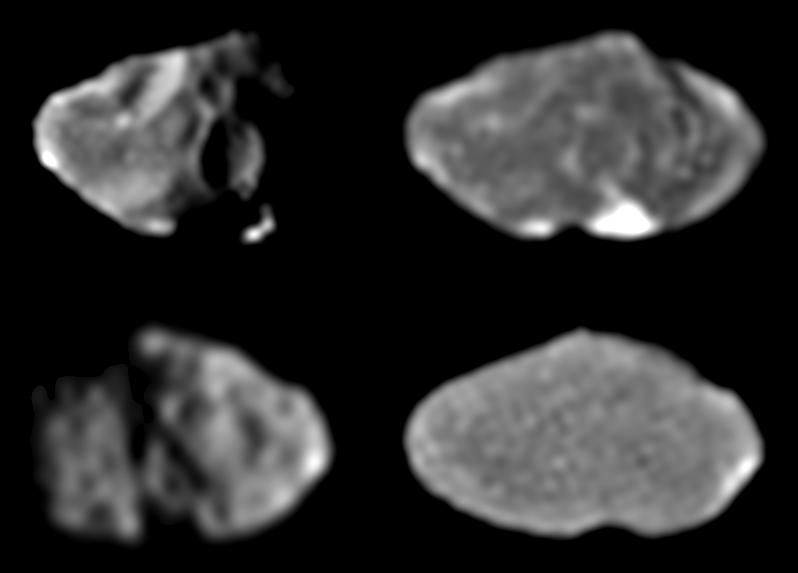
Imágenes tomadas por la sonda espacial Galileo, en las que se puede observar la forma irregular de Amaltea.

Amaltea es el objeto celeste más rojizo del sistema solar, todavía más que Marte. Este color se debe a partículas de azufre y otros materiales provenientes del satélite Ío. A veces, en los principales desniveles del satélite, aparecen puntos brillantes de luz verde, aunque el origen de estos destellos es incierto. La superficie de Amaltea es ligeramente más brillante que las del resto de satélites interiores de Júpiter. Existe una importante asimetría entre ambos hemisferios, uno de ellos es unas 1.3 veces más brillante que el otro. Dicha asimetría podría deberse a la alta frecuencia y velocidad de los impactos de objetos externos en este segundo hemisferio, los cuales ocultan el material brillante de la superficie, normalmente hielo, en el interior del satélite. Amaltea tiene una figura irregular, con dimensiones de 250 x 146 x 128 km, y con el eje mayor apuntando siempre hacia Júpiter; es decir, que el satélite se encuentra en un estado de rotación síncrona. Su superficie está plagada de cráteres, algunos de ellos de un tamaño gigantesco comparado con el tamaño de la luna: Pan, el cráter más extenso, mide 100 km de diámetro y tiene 8 km de profundidad. El segundo cráter en extensión, Gaea, tiene un diámetro de 80 km y es, probablemente, el doble de profundo que Pan. Amaltea también se caracteriza por sus altas y numerosas montañas, dos de ellas, Mons Lyctas y Mons Ida, alcanzan los 20 km de altura.
El gran tamaño y la forma irregular de Amaltea, llevó a la conclusión de que se trataba de un cuerpo bastante fuerte y muy rígido, pues se alegó que un cuerpo compuesto mayoritariamente de hielo u otros materiales similares, deberían de formar una esfera debido a la acción de su propia gravedad. Sin embargo, el 5 de noviembre de 2002, la sonda espacial Galileo transitó sobre el satélite a una distancia de 160 km de su superficie, y obtuvo imágenes detalladas de ella, además, mediante la deflexión de su órbita logró medir la masa de esta luna (el volumen ya había sido calculado con anterioridad mediante un minucioso análisis de todas las imágenes existentes). Así pues, se pudo calcular la densidad, y resultó ser de 0.86 g/cm³, una cifra mucho más baja de la esperada, siendo su densidad menor que la del agua, por lo que debía de ser, o un cuerpo de hielo, o un cuerpo rocoso con abundantes poros, o probablemente, una mezcla de ambos. Mediciones más recientes desde el telescopio Subaru indican que está compuesta de hielo, y demuestran que no puede haberse formado en la posición actual, pues el calor de Júpiter la hubiera derretido. Por tanto, lo más probable es que se haya formado muy lejos del planeta, o que se trate de un cuerpo capturado por el sistema solar.
Amaltea radia más calor del que recibe del Sol, lo cual es debido probablemente a la influencia del flujo de calor de los planetas jovianos (Júpiter, Saturno, Neptuno, y Urano) (< 9 K), la luz solar reflejada de Júpiter (< 5 K), y el bombardeo de partículas cargadas (< 2 K). Este es un rasgo en común con Ío, aunque por razones bien diferentes.

## Relación con los anillos de Júpiter

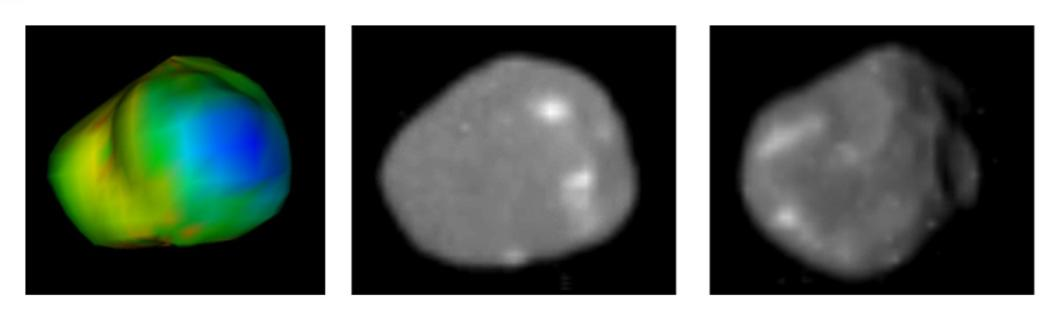
La imagen de la izquierda muestra las diferentes velocidades de escape. La zona azulada representa la velocidad de escape más baja, 1 m/s. Las imágenes han sido realizadas por las sondas Voyager y Galileo.

Debido a su superficie irregular y a su baja densidad, la velocidad de escape en los puntos más cercanos y alejados de Júpiter apenas alcanza los 1 m/s, por lo que cualquier impacto de un meteorito, por pequeño que sea, expulsará polvo del satélite al exterior; este polvo forma el anillo de Amalthea.

Júpiter visto por la sonda espacial Voyager 1

Durante su estancia sobre Amaltea, el escáner de la sonda espacial Galileo detectó nueve destellos extraños, los cuales resultaron ser satélites muy diminutos y muy cercanos a la órbita de Amaltea. Al ser avistados solamente desde una única perspectiva, las distancias reales son imposibles de calcular. La longitud de estos diminutos satélites puede variar desde una pequeña grava, hasta una roca del tamaño de un estadio de fútbol. Los orígenes de estos objetos son desconocidos, podrían ser cuerpos capturados por la gravedad del planeta, pero también podrían tratarse de restos de impactos de meteoros sobre la superficie de Amaltea. La sonda espacial, en su siguiente paso por la luna, detectó muchos de estos pequeños satélites, y al estar esta vez en el lado contrario, se pudo concluir que estas partículas forman un anillo que se sitúa muy cerca de la órbita de Amaltea.

## Vistas hacia y desde Amaltea

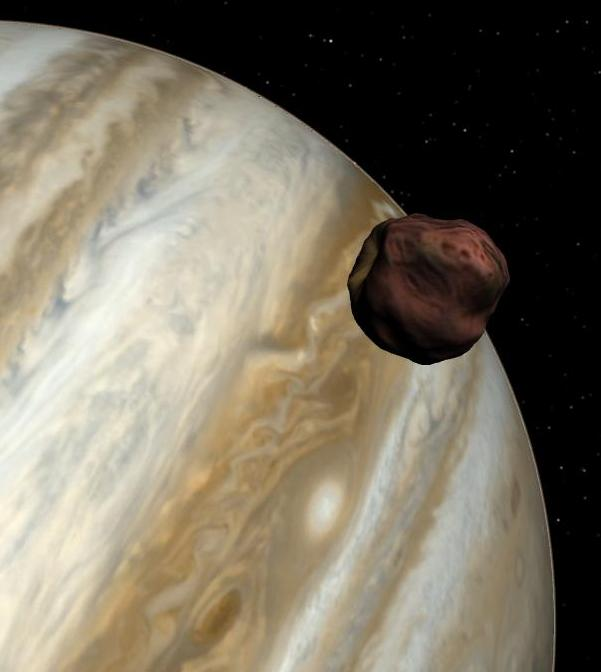
Simulación por ordenador de Amaltea orbitando alrededor de Júpiter, visto a una distancia de 1000 km desde la superficie de Amaltea.

Desde la superficie de Júpiter (o sobre su atmósfera), Amaltea se vería muy brillante, con una magnitud de –4.7, similar al brillo de Venus visto desde la Tierra. Solamente abarcaría 5 minutos de arco en el cielo, su disco comienza a discernirse, tomando una apariencia similar a la de una estrella. El período orbital de Amaltea es aproximadamente un 20 % más largo que el de Júpiter, lo que significa que recorrería el cielo del planeta muy lentamente. La luna permanecería sobre la bóveda celeste de Júpiter un tiempo de 29 horas.
Desde la superficie de Amaltea, Júpiter tendría un tamaño descomunal: abarcaría 46° en el cielo, siendo aproximadamente 92 veces mayor que la Luna llena vista desde la Tierra. Debido a que Amaltea posee rotación síncrona con Júpiter, si nos situamos en el satélite mirando hacia Júpiter parecería que éste no se moviera, y desde el otro lado del satélite, nunca se llegaría a ver. El Sol desaparecería detrás de Júpiter durante hora y media por cada revolución (el corto período de rotación de Amaltea solamente permitiría seis horas de luz solar). Júpiter sería unas 900 veces más brillante que la Luna llena, y su luz se propagaría sobre un área 8500 veces mayor.

## Exploración

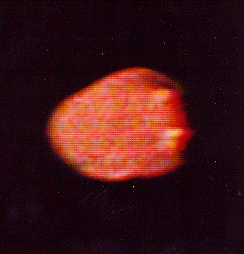
Imagen de Amaltea obtenida por el Voyager 1 desde una distancia de 425 000 km

En 1979 y 1980, las sondas espaciales Voyager 1 y Voyager 2 tomaron las primeras imágenes de la superficie de Amaltea. También midieron el espectro visible e infrarrojo y calcularon la temperatura superficial de la luna. Más tarde, la sonda espacial Galileo completó las imágenes de la superficie, y permitió conocer la composición y estructura interna de la luna.

## Rasgos geológicos
La superficie de Amaltea tiene la peculiaridad de ser muy accidentada. Existen cuatro importantes rasgos geológicos en Amaltea con nombre propio, dos cráteres y dos fáculas (puntos brillantes), los cuales se piensa que se tratan de montañas.
| Accidente     | Origen del nombre                    |
| ------------- | ------------------------------------ |
| Pan, cráter   | Pan, dios griego                     |
| Gaea, cráter  | Gaia, diosa griega                   |
| Lyctas Facula | Monte Lyctos, montaña griega sagrada |
| Ida Facula    | Monte Ida, montaña griega sagrada    |

## Amaltea en ficción
Amaltea es el lugar de varios relatos de ciencia ficción:
- Jupiter V (1951) es un cuento de Arthur C. Clarke que tiene lugar en Amaltea. Relata lo que pasaría si un astronauta se lanzase desde su superficie.
- They Shall Have Stars (1956) es la primera historia de la serie Cities in Flight escrita por James Blish. En la historia se establece un centro de operaciones remoto en Júpiter V.
- El camino de Amaltea o Con destino a Amaltea (Путь на Амальтею: Put' na Amal'teyu; en inglés, The Way to Amalthea o Destination: Amaltheia) es una novela corta de ciencia ficción de Arkadi y Borís Strugatsky escrita en 1959.
- En los primeros esbozos de la novela 2001: A Space Odyssey, un monolito de grandes dimensiones está situado sobre la superficie de Amaltea (según Arthur C. Clarke en la novela The Lost Worlds of 2001, 1972.)
- En el videojuego Sol-Deace, la línea defensiva más potente del villano del juego está situada en Amaltea.
- En la serie Venus Prime de Paul Preuss, en las dos últimas novelas (la quinta: The diamond moon, y la sexta: The shining ones) se trata el tema de la exploración de Amaltea.